# 1. deild Wysp Owczych (1977)
W roku 1977 odbyła się 35. edycja 1.deild (dziś, od 2012 roku zwanej Effodeildin), czyli pierwszej ligi piłki nożnej archipelagu Wysp Owczych. Obrońcą tytułu był klub TB Tvøroyri, który zdobył ponownie pierwsze miejsce. Dziś zespół ten gra w drugiej lidze.
Dziś w Effodeildin mecze rozgrywa każdorazowo 10 drużyn, ale w roku 1977 było ich jedynie 7. Zmiana ta została wprowadzona w poprzednich mistrzostwach archipelagu, poprzednio zespołów było sześć. Były to drugie rozgrywki 1.deild, w których zespół mógł zostać zdegradowany do drugiej ligi. Tym razem był to Fram Tórshavn, który ustąpił miejsca MB Miðvágur.

## Uczestnicy
| Uczestnicy 1. deild 1976                                                                                      | Uczestnicy 1. deild 1976 | Uczestnicy 1. deild 1976 | Uczestnicy 1. deild 1976 |
| --- | ------------------------ | ------------------------ | ------------------------ |
| TB | TB Tvøroyri              | 1                        |                          |
| HB | HB Tórshavn              | 2                        |                          |
| KÍ | KÍ Klaksvík              | 3                        |                          |
| VB | VB Vágur                 | 4                        |                          |
| B36 | B36 Tórshavn             | 5                        |                          |
| ÍF | ÍF Fuglafjørður          | 6                        |                          |
| Awans z 2. deild 1976                                                                                         |                          |                          |                          |
| Fram | Fram Tórshavn            | 1                        |                          |
| Oznaczenia: - kolumna pierwsza – skróty nazw drużyn, - kolumna trzecia – miejsce zajęte w poprzednim sezonie. |                          |                          |                          |

## Rozgrywki

### Tabela ligowa
| Lp. | Drużyna           | M  | Z | R | P | Bramki | Bramki | Różn. | Pkt | Uwagi              |
| --- | ----------------- | -- | - | - | - | ------ | ------ | ----- | --- | ------------------ |
| 1   | TB Tvøroyri (M)   | 12 | 9 | 2 | 1 | 33     | 7      | +26   | 20  |                    |
| 2   | HB Tórshavn       | 12 | 7 | 2 | 3 | 23     | 9      | +14   | 16  |                    |
| 3   | VB Vágur          | 12 | 7 | 1 | 4 | 22     | 19     | +3    | 15  |                    |
| 4   | ÍF Fuglafjørður   | 12 | 6 | 1 | 5 | 26     | 16     | +10   | 13  |                    |
| 5   | KÍ Klaksvík       | 12 | 3 | 2 | 7 | 13     | 23     | −10   | 8   |                    |
| 6   | B36 Tórshavn      | 12 | 2 | 4 | 6 | 12     | 28     | −16   | 8   |                    |
| 7   | Fram Tórshavn (S) | 12 | 1 | 2 | 9 | 6      | 33     | −27   | 4   | Spadek do 2. deild |

### Wyniki spotkań
| Gospodarz \ Gość | B36 | Fram | HB  | ÍF  | KÍ  | TB  | VB  |
| B36 Tórshavn     |     | 0:0  | 2:4 | 2:0 | 3:1 | 2:2 | 1:1 |
| Fram Tórshavn    | 3:1 |      | 0:3 | 0:4 | 0:3 | 0:4 | 1:2 |
| HB Tórshavn      | 5:0 | 1:1  |     | 2:1 | 3:0 | 0:3 | 1:3 |
| ÍF Fuglafjørður  | 5:1 | 7:1  | 0:0 |     | 4:1 | 2:1 | 1:4 |
| KÍ Klaksvík      | 1:1 | 2:0  | 0:1 | 0:1 |     | 0:0 | 4:3 |
| TB Tvøroyri      | 5:1 | 3:0  | 1:0 | 2:1 | 5:0 |     | 6:1 |
| VB Vágur         | 1:0 | 3:0  | 0:3 | 2:0 | 2:1 | 0:1 |     |

Aktualne na 9 sierpnia 2012. Źródło: FaroeSoccer.com
Objaśnienia:
1Drużyna gospodarzy jest wymieniona po lewej stronie tabeli.
Kolory: zielony – zwycięstwo gospodarzy, żółty – remis, różowy – zwycięstwo gości.